# Chiromyscus thomasi
Chiromyscus thomasi — один з видів пацюків (Rattini), що живе на південному сході Азії.

## Опис
Довжина голови й тулуба від 145 до 180 мм, довжина хвоста від 200 до 231 мм, довжина вух від 18 до 20 мм. Волосяний покрив щільний і гладкий. Дорсальні частини світло жовтувато-коричневі з легким помаранчевим відблиском, а черевні частини білі. Лінія поділу вздовж боків чітка. Очі оточені помітними чорними кільцями. Вуса довгі і можуть бути як чорними, так і білими. Вуха відносно короткі, округлі і світло-коричневі. Ноги білі, на дорсальній частині вкриті помаранчевими волосками. Великий палець ноги вкорочений і забезпечений закругленим нігтем.

## Середовище проживання
В'єтнам і Лаос.

## Екологія
Це деревний вид.